# Boris Nieslony

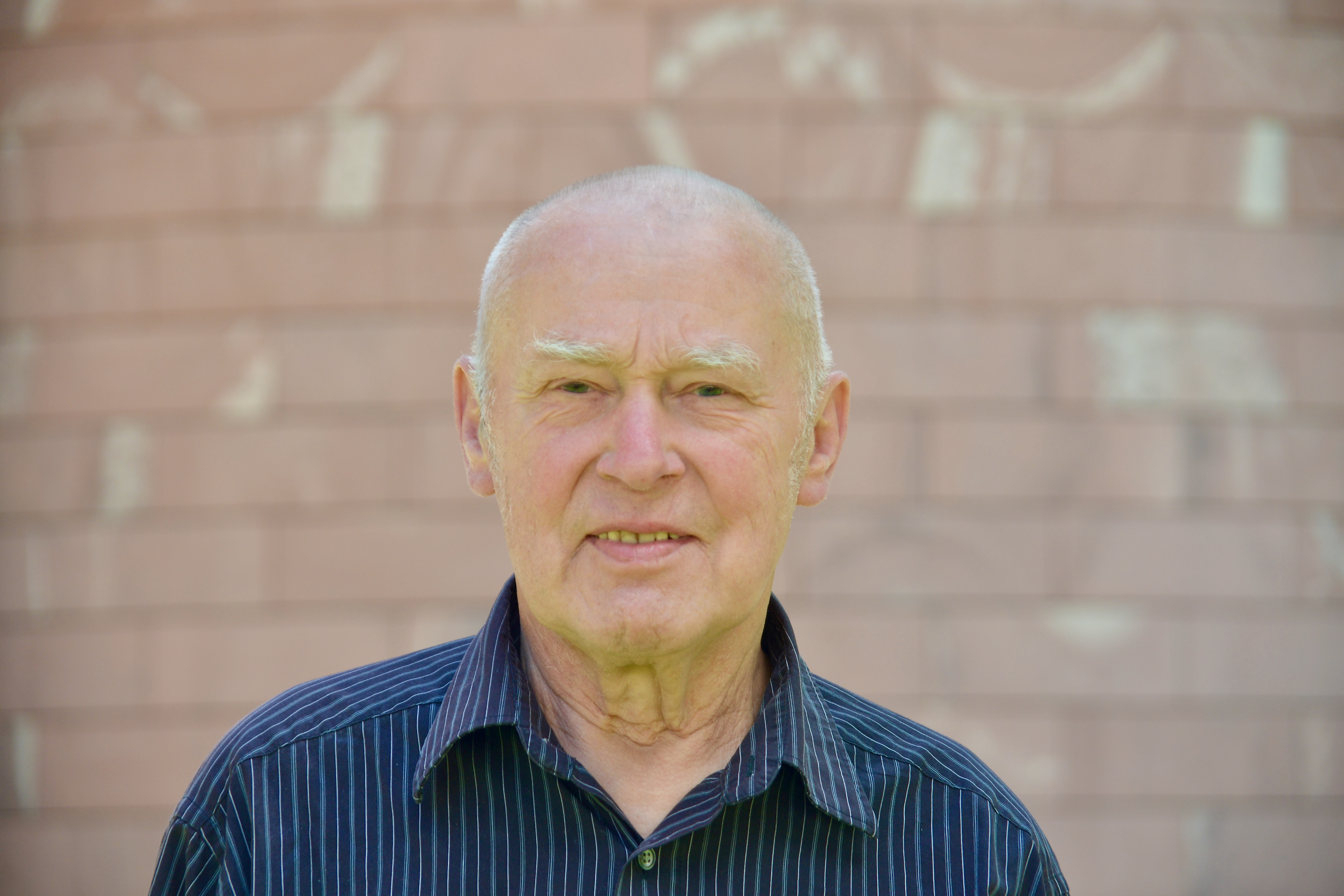
Boris Nieslony, 2022 vor dem Museum Tinguely Basel im Rahmen der Ausstellung BANG BANG translokale Performance Geschichte:n. Foto: Markus Goessi

Boris Nieslony (* 2. Oktober 1945 in Grimma in Sachsen) ist ein deutscher Performance- und Installationskünstler sowie Kurator für Performance. Seit 1981 entwickelte er zudem ein umfassendes Archiv über Performance-Art, artists-run-spaces und theoretisch-philosophische Grundlagen des Gebietes.

## Leben und Werk
Im Oktober 1966 begann Nieslonys erste Aktion im öffentlichen Raum: Er lebte neun Monate lang auf dem Georgsplatz in Hannover, ein Kreidekreis diente ihm und der Gruppe, die sich dort gebildet hatte, als Sinnbild der politischen und zeitlichen Situation. Der innere Bereich begann am 2. Oktober 1966 und der äußere Bereich war eine Reaktion der Bevölkerung auf diese politischen Aktion, die um 1968 endete.
Von 1970 bis 1974 studierte Nieslony das Fach Malerei in Berlin – bei Herrman Bachmann und Raimund Girke an der Hochschule der Künste Berlin –, wechselte dann nach Hamburg an die Hochschule für bildende Künste zu Gerhard Graubner und zu den dort lehrenden Professoren Ulrich Rückriem, Georg Jappe und Bazon Brock.
Gemeinsam mit Künstlern anderer Klassen wurde 1977 das Künstlerhaus Hamburg in der Weidenallee am Sternschanzenpark gegründet. Nieslony arbeitete dank eines DAAD-Stipendiums in Paris, wo er die öffentlichen Proben u. a. zu Robert Wilsons und Philip Glass’ Oper Einstein on the Beach studierte und Kontakt zu Musikern und Tänzern der Minimal Art hielt. Im „Kleinen Ausstellungsraum“ des Künstlerhauses Hamburg arbeitete Boris Nieslony ab 1979 als Performer und Organisator von Performances. Zugleich baute er Performance-Netzwerke auf. 1981 veranstaltete er gemeinsam mit dem Künstlerhaus Stuttgart das Projekt Das Konzil, an dem für 30 Tage insgesamt 70 Künstler beteiligt waren.
1983 wechselte Nieslony nach Köln. 1985 kam es zur Gründung der Performancegruppe Black Market International, die ursprünglich sieben Künstler umfasste. 1986 gründete sich die Art Service Association (ASA) für Performer und Theoretiker.
Nieslony entwickelte weitere Netzwerke zwischen Künstlern und Organisationen. 1993 setzte das 100 Tage dauernde Projekt „Quantenpool Köln“ mediale Zeichen. Dieses Projekt, angeworfen von Van Gogh TV anlässlich der documenta 9, festigte die expandierende Kooperation innerhalb der Kölner Künstlerschaft, der in Nordrhein-Westfalen und in den weltweiten Knoten. 1995 wurde die erste Performance Art Konferenz in Köln durchgeführt und gleichzeitig wurde das Performance Archiv von der Sammlungstätigkeit in die Wissensgenerierung überführt. Mit der Gründung des E.P.I. Zentrums wurden weitere Setzungen in dem gespannten Netz zwischen Künstlerinnen, Organisationen, Projekten in der Performance Art vorgenommen.
2010 initiierte Nieslony eine Performance Art Szene „PAErsche“.

## Arbeitsweise
Nieslony arbeitet international. Sein Werk ist gleichermaßen formal wie thematisch und inhaltlich orientiert. Ein wesentliches Thema ist die Kunst der Begegnung. In diesem Sinne – nicht nur in Kontrast zum klassischen Kunstmarkt – gehören Begegnungen und Zusammenarbeiten mit anderen Künstlern zu seinem Werk. Aus Gründungen und Mitgründungen des Künstlers entstanden viele, teils langlebige Initiativen, Gruppen und Projekte. Hierzu zählt seit 1995 ebenso die Serie der Performance Konferenzen, die Theorie und Praxis verbinden. Bis 2007 fanden in Köln, Frankfurt, Hamburg, Berlin, Essen, Mannheim, Bern (Schweiz), Glarus (Schweiz), Bangkok (Thailand), Ho Chi Minh City (Vietnam) und Bedulu (Bali) fünfzehn Veranstaltungen statt. Anhand der Dokumentation der Konferenzen lässt sich ein Zweig der international und mit asiatischen Ländern vernetzten Performance-Szene im deutschen Sprachraum verfolgen. Des Weiteren wurde eine Reihe von Laboratorien kontinuierlich organisiert, z. B. mit Melati Suryodarmo in Bali und Solo / Indonesien oder Kunst der Begegnung mit europäischen Netzwerkknoten in Österreich, Schweiz, Deutschland und Belgien. Dieses Projekt wird im Zwei-Jahres-Rhythmus ausgerichtet.
Die eigenen Performances des Künstlers können unvorhersehbare und unwiederholbare Improvisationen sein, die auf den Konferenzen und an Orten eher abseits des Kunstmarktes stattfinden, teils in Zusammenarbeit mit bekannten Kunstinstitutionen oder als Interventionen in urbanen Zentren oder an interessanten und außergewöhnlichen Orten.
Neben den Performances entwickelt Nieslony raumgreifende Skulpturen (Das Paradies), Photographien, Künstlerbücher und entwirft ethnografisch ausgerichtete Projekte und zeigt diese weltweit.

## Ausstellungen

### Einzelausstellungen
- 2021: Unerkannt – Bekannt, Kunstmuseum Appenzell, Appenzell
- 2019: Boris Nieslony: Das es geschieht[6], Museum Ratingen
- 1978: Künstlerhaus Hamburg

### Beteiligungen
- 2009: Ein Museum in Bewegung, Prättigau, geleitet von Peter Trachsel[7]
- 2006: ART_CLIPS. ch.at.de performativ, Kunstraum Innsbruck, Innsbruck
- 2000: 4. Werkleitz Biennale, Tornitz/Werkleitz
- 2000: Modell, Modell …, Neuer Aachener Kunstverein, Aachen
- 1997: Zeitskulptur. Landesgalerie am Oberösterreichischen Landesmuseum, Linz
- 1992: Quantenpool Köln – Piazza Virtuale – documenta 9
- 1987: documenta 8, Kassel
- 1984: Im Toten Winkel, Kunstverein Hamburg